# 1400

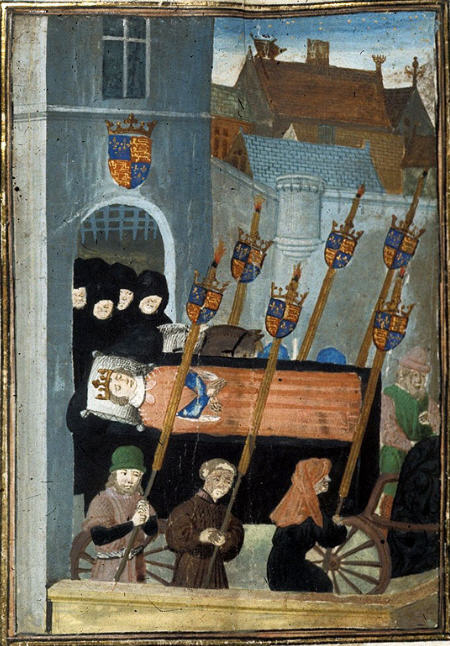
Begrafenis van Richard II

Het jaar 1400 is het 100e jaar in de 14e eeuw volgens de christelijke jaartelling.

## Gebeurtenissen
januari
- 16 - De graaf van Holland, Albrecht, verleent de stad Amsterdam het privilege om zelf haar burgemeesters te kiezen. Dit zal jaarlijks op de 1e februari worden gedaan door de aftredende burgemeesters en schepenen alsmede de in leven zijnde oud-burgemeesters en schepenen. Deze "Oudraad" kiest drie burgemeesters, die daarna een vierde kiezen uit de leden van de Oudraad.

juni
- 14 - Bij een stadsbrand in Den Bosch worden 36 huizen verwoest.

augustus
- 20 - Keurvorst Ruprecht III van de Palts wordt gekozen tot Rooms-koning als opvolger van de afgezette Wenceslaus.

september
- 16 - Owain Glyndŵr wordt uitgeroepen tot prins van Wales. Daarmee begint een Welshe revolte tegen de Engelse overheersers.

zonder datum
- Wenceslaus van Luxemburg wordt afgezet als koning van Duitsland.
- Timoer Lenk gaat op veldtocht door Anatolië en Syrië. Hij verovert, plundert en verwoest onder meer Sivas en Aleppo en slaat het beleg op voor Damascus.
  - Vanwege de aanval van Timoer Lenk moet Bayezid I zijn beleg van Constantinopel afbreken.
- Regent Ho Quy Ly van Vietnam zet keizer Tran Thieu De af en kroont zichzelf tot keizer.
- Het Vrouwenklooster Diepenveen wordt gesticht door Johannes Brinckerinck.
- De Orde van Lijden van Christus wordt gesticht.
- 1400 was een Heilig Jaar.
- Stadsbrand van Rhenen
- oudst bekende vermelding: Neermoor

## Kunst en literatuur
- Taddeo di Bartolo: Madonna met kind (jaartal bij benadering)
- Coluccio Salutati: De tyranno

## Opvolging
- Brunswijk-Wolfenbüttel - Frederik I opgevolgd door zijn broers Hendrik de Milde en Bernhard I
- Duitsland - Wenceslaus van Luxemburg opgevolgd door Ruprecht van de Palts
- Étampes - Lodewijk II van Évreux opgevolgd door zijn neef Jan van Berry
- Korea - Jeongjong opgevolgd door zijn broer Taejong
- Moldavië - Iuga opgevolgd door Alexander de Goede
- Venetië (doge) - Antonio Venier opgevolgd door Michele Sten
- Vietnam - Tran Thieu De opgevolgd door Ho Quy Ly

## Geboren
- 29 maart - Bernard van Armagnac, Frans edelman
- 25 december - John Sutton, Engels edelman
- Andreas Grego van Piscara, Italiaans monnik
- Didacus, Spaans kloosterling
- Otto II van Schaumburg, Duits edelman
- Richard Neville, Engels edelman
- Wenceslaus III van Oława, Silezisch edelman
- Andries I Keldermans, Zuid-Nederlands architect (jaartal bij benadering)
- Anton van Vaudémont, Frans edelman (jaartal bij benadering)
- Bolko V de Hussiet, Silezisch edelman (jaartal bij benadering)
- Filarete, Italiaans kunstenaar (jaartal bij benadering)
- Gilles Binchois, Zuid-Nederlands componist (jaartal bij benadering)
- Hendrik van Aragon, Aragonees prins (jaartal bij benadering)
- Isabella, hertogin van Lotharingen (jaartal bij benadering)
- Jacopo Bellini, Venetiaans schilder (jaartal bij benadering)
- Jakob Kaschauer, Oostenrijks kunstenaar (jaartal bij benadering)
- Jan van Luxemburg, Bourgondisch edelman (jaartal bij benadering)
- Johannes Brugman, Nederlands geestelijke (jaartal bij benadering)
- Juan Afonso Pimentel, Castiliaans edelman (jaartal bij benadering)
- Luca della Robbia, Italiaans beeldhouwer (jaartal bij benadering)
- Owen Tudor, Welsh soldaat (jaartal bij benadering)
- Wartislaw IX, Pommeraans edelman (jaartal bij benadering)

## Overleden
- 7 januari - John Montagu, Engels edelman
- 7 januari - Thomas Holland (~25), Engels edelman
- 13 januari - Thomas le Despenser (26), Engels edelman
- 16 januari - John Holland (~47), Engels edelman
- 14 februari - Richard II (33), koning van Engeland (1377-1399) (vermoedelijke datum)
- 24 maart - Florens Radewijns, Nederlands kerkhervormer
- 24 maart - Margaretha van Norfolk, Engels edelvrouw (of 1399)
- april - Zweder van Abcoude, Nederlands edelman
- 6 mei - Lodewijk II van Évreux, Frans edelman
- 5 juni - Frederik I van Brunswijk-Wolfenbüttel (~42), Duits edelman
- 21 mei - John Bourchier, Engels edelman
- 25 oktober - Geoffrey Chaucer (~57), Engels schrijver (vermoedelijke datum)
- november - Catharina van Beieren, Hollands edelvrouw
- december - Archibald Douglas (~72), Schots edelman
- Baldus de Ubaldis (~73), Italiaans jurist
- Willem I van den Bergh, Nederlands edelman (jaartal bij benadering)